# Веруш-Ковальский, Альфред
Альфред Ян Максимилиан Веруш-Ковальский (пол. Alfred Kowalski-Wierusz; 11 октября 1849, Сувалки — 16 февраля 1915, Мюнхен) — польский художник-реалист.

## Жизнь и творчество
А. Ковальский родился в семье нотариуса. Детство его прошло в родительском имении под Сувалками, в русской Польше. В 1865 году отец будущего художника получает место нотариуса в Калише, и семья уезжает из Сувалок. В Калише А. Ковальский заканчивает гимназию и берёт свои первые уроки рисования. Продолжает обучение живописи, поступив в варшавский Класс рисунковый, где учится под руководством Войцеха Герсона, Рафала Хадзевича, Александра Каминского.
В 1871 году художник уезжает за границу — живёт в Дрездене, Праге, Мюнхене. В 1872—1873 годах учится в дрезденской Академии изящных искусств. Признание как к художнику приходит к А. Ковальскому в Мюнхене, где он живёт с 1876 года, его картины охотно покупаются. Художник посещает занятия также в мюнхенской Академии, в городе он примыкает к кружку польских художников, сложившемуся вокруг Юзефа Брандта.
Темой работ А. Ковальского были жанровые сценки, нередко написанные с юмором, а также батальные и исторические полотна. В 1903 году он совершает путешествие в Северную Африку, после чего создаёт ряд работ на арабские мотивы. С 1890 года А. Ковальский — профессор мюнхенской Академии. Неоднократно выставлялся на родине: в Варшаве, Кракове, Львове, Познани. Завоёвывал почётные призы и медали на выставках в Мюнхене, Вене, Париже, Берлине, Сент-Луисе, Луисвилле. Был награждён в 1904 году Золотой медалью на художественной выставке во Львове.
Сотрудничал с журналом «Kłosy».

## Галерея

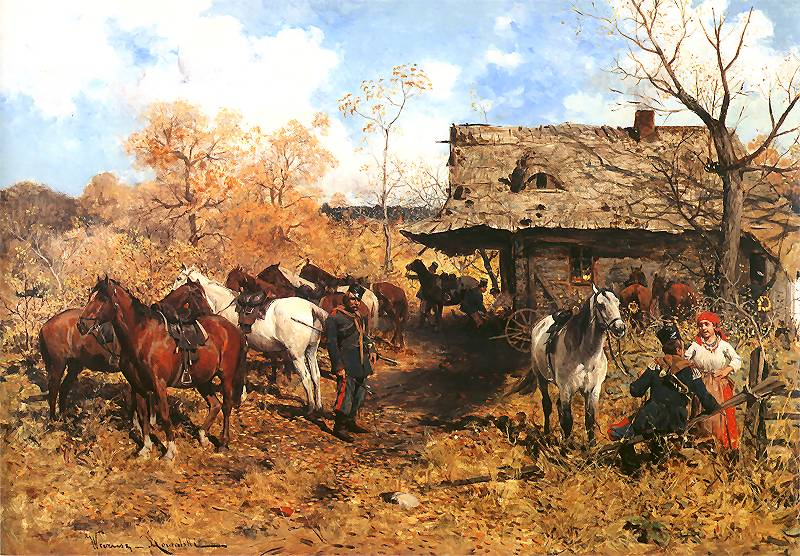
Привал уланов (1877)
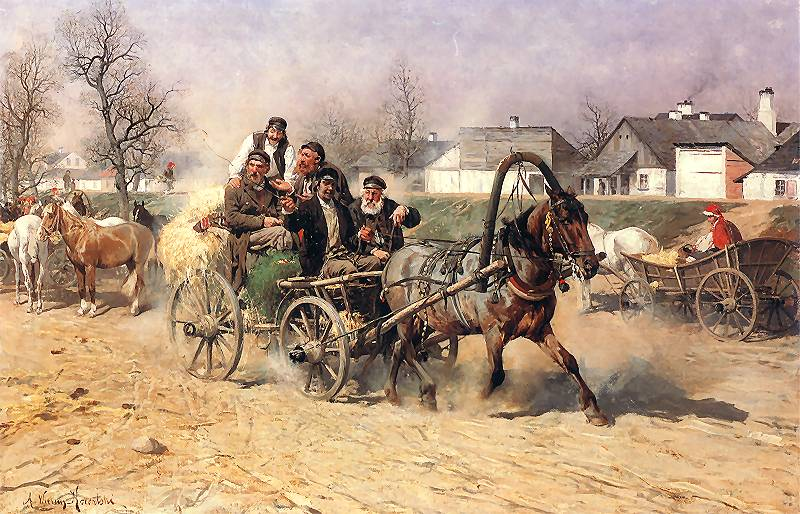
Возвращение с ярмарки (1880)
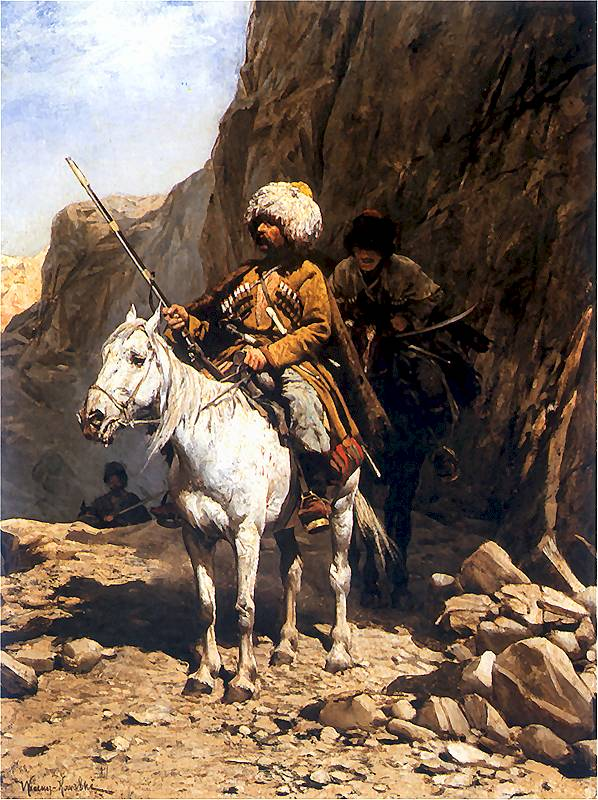
Черкесские разведчики (1885)
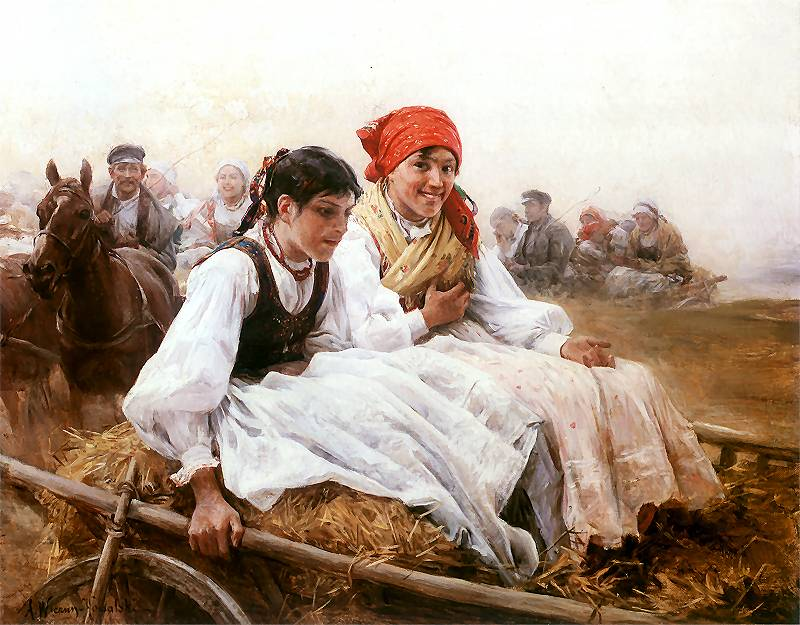
Воскресное утро (1900)